# 낮과 밤의 두 황제
"낮과 밤의 두 황제"는 한국에서 제작된 김선경 감독의 1975년 영화이다. 장일식 등이 주연으로 출연하였고 김태수 등이 제작에 참여하였다.

## 출연

### 주연
- 장일식
- 이용환
- 김홍자